# Oxycnemis grandimacula
Oxycnemis grandimacula là một loài bướm đêm trong họ Noctuidae.